# 嘉諾撒醫院
嘉諾撒醫院（英語：Canossa Hospital）香港一所天主教慈善醫院，1929年由嘉諾撒女修會於香港島中半山舊山頂道1號與羅便臣道交界，近梅道一帶成立慈善性質的非牟利綜合醫院， 現時的醫院大樓於1960年重建，佔地70,000平方呎，並提供病床160張。嘉諾撒醫院於1991年轉為香港明愛轄下機構。

## 外部參考
- 嘉諾撒醫院（页面存档备份，存于）
- 香港私家醫院資料簡介（页面存档备份，存于）